# DPMR
DPMR (ang. Digital Private Mobile Radio) – jeden z trzech komplementarnych standardów profesjonalnej cyfrowej łączności radiowej opracowanych przez ETSI. Specyfikację standardu dPMR zawarto w serii dokumentów ETSI TS 102 490 (PMR446, który nie wymaga rezerwacji częstotliwości) oraz TS 102 658 (dla pasm licencjonowanych).

## Zasada działania
dPMR jest standardem otwartym, wspierającym zarówno łączność głosową, jak i transmisję danych oraz cechujący się wąskim kanałem radiowym - 6,25 kHz. Przydzielanie łącza radiowego odbywa się na zasadzie wielodostępu z podziałem w dziedzinie częstotliwości (FDMA). dPMR zorientowany na zapewnianie wysoko funkcjonalnej łączności przy użyciu taniego i mało złożonego sprzętu.
Pozostałe dwa standardy ETSI, DMR i TETRA, oparto na wielodostępie z podziałem czasowym (TDMA), przy czym DMR posiada dwie szczeliny czasowe w kanale radiowym o szerokości 12,5 kHz, a TETRA - cztery szczeliny w kanale 25 kHz. Każda szczelina tworzy niezależny kanał fizyczny, w którym mogą być przesyłane dane lub mowa.
Dzięki ostatnio opracowanym technologiom wąskopasmowym, takim jak dPMR lub oferowana przez Icoma i Kenwooda NXDN, kanał FDMA o szerokości 6,25 kHz może dać tę samą efektywność widmową, co systemy TDMA. Jednakże, wykorzystując TDMA nie sposób osiągnąć tego poziomu efektywności w prostym systemie bez przemienników. Potrzebny jest kontroler zarządzający przydziałem szczelin czasowych.
Oprócz obsługi łączności cyfrowej, radiotelefony dPMR są również w stanie pracować w trybie analogowym (wąskopasmowe FM), co pozwala na płynną migrację z systemu analogowego na cyfrowy. Pojawienie się w tym roku produktów dPMR Mode 3 rozszerzyło potencjał systemów dPMR z podstawowej, lokalnej łączności do wielostrefowych, regionalnych sieci oferujących zaawansowane funkcje.

## Stowarzyszenie dPMR
Porozumienie o współpracy (Memorandum of Understanding- MoU) zostało podpisane w 2007 roku przez grupę firm zainteresowanych rozwojem najnowszego standardu łączności radiowej znanego jako dPMR. Obecnie stowarzyszenie skupia dostawców sprzętu, oprogramowania, producentów elementów elektronicznych, twórców protokołów sieciowych. Jednym z celów statutowych Stowarzyszenia jest przeprowadzanie testów interoperacyjności urządzeń dPMR, tj. sprawdzanie ich pod kątem współpracy z urządzeniami innych producentów i wydawanie stosownych certyfikatów. W 2011 grupa zmieniła nazwę na Stowarzyszenie dPMR (dPMR Association). Aktualnie do stowarzyszenia należą takie firmy jak: Aeroflex, Icom, JVC Kenwood, Fylde, Hytera, Sicomm, Unication, CML, ENTEL, Etherstack, Sicomm, Wintec.

## Poziomy standardu dPMR
W specyfikacji ETSI zdefiniowano cztery tryby łączności dPMR, aby dostosować ją do specyfiki różnych zastosowań:

### dPMR446
dPMR w najprostszej postaci, cyfrowy następca PMR446. Nie jest wymagana licencja pod warunkiem korzystania ze radiotelefonów ręcznych i ograniczenia mocy nadawczej do 0,5 W. Oprócz łączności głosowej i transmisji danych dPMR446 może oferować przesyłanie krótkich wiadomości tekstowych (SMS), statusów i danych wbudowanych, takich jak koordynaty GPS i inne.

### Mode 1
Działa w pasmach licencjonowanych, jest podobny do dPMR446, z wyjątkiem m.in. wyższej dopuszczalnej mocy nadawczej. Wspiera także funkcje takie, jak priorytety i połączenia alarmowe.

### Mode 2
Wykorzystuje przemienniki zwiększające zasięg, szczególnie w sieciach z wieloma strefami oraz infrastrukturę opartą na protokole IP. Dzięki niej można łączyć terminale znajdujące się w różnych lokalizacjach (nawet w innych krajach) a także zdalnie zarządzać stacjami bazowymi i przemiennikami.

### Mode 3
Wprowadza obsługę wielokanałowych, wielostrefowych sieci radiowych z dodatkowymi funkcjami dla użytkowników i operatorów. Zanim nastąpi połączenie, radiotelefony są uwierzytelniane, a druga strona musi odpowiedzieć na żądanie jego zestawienia. Połączenia mogą być przekierowywane do innego radiotelefonu, do przewodowej sieci telefonicznej, a nawet na adres IP. W przypadku zajętości kanału użytkownicy z wyższym priorytetem mogą przejąć go dla siebie, można także ustawiać maksymalny czas trwania połączenia w zależności od ruchu w sieci.

## Lista kanałów dPMR446
| Kanał | Częstotliwość (MHz) |
| ----- | ------------------- |
| 1     | 446,103125          |
| 2     | 446,109375          |
| 3     | 446,115625          |
| 4     | 446,121875          |
| 5     | 446,128125          |
| 6     | 446,134375          |
| 7     | 446,140625          |
| 8     | 446,146875          |
| 9     | 446,153125          |
| 10    | 446,159375          |
| 11    | 446,165625          |
| 12    | 446,171875          |
| 13    | 446,178125          |
| 14    | 446,184375          |
| 15    | 446,190625          |
| 16    | 446,196875          |